# Perl::Critic
Perl::Critic es un sistema de análisis de código estático para el lenguaje de programación Perl. Perl::Critic está disponible como código fuente en el repositorio CPAN. Viene con una herramienta de línea de comandos, perlcritic, que puede verificar los archivos de código fuente de Perl e informar sobre la calidad del código en los mismos. Perl::Critic tiene una arquitectura extensible la cual permite al programador elegir entre muchas "políticas" que imponen diferentes estilos y gustos de programación de Perl. La política predeterminada se basa en gran medida en las recomendaciones del libro Perl Best Practices de Damian Conway.
Perl :: Critic se basa en la biblioteca de análisis PPI. Por seguridad, PPI no ejecuta ningún código durante el análisis, a diferencia del compilador Perl, por lo que es una aproximación cercana al analizador real en lugar de una representación exacta.
Algunas alternativas nuevas incluyen Perl::Lint y B::Lint.